# Sân bay quốc tế Gustavo Rojas Pinilla
Sân bay quốc tế Gustavo Rojas Pinilla, cũng gọi là Sân bay quốc tế Sesquicentenario, là một sân bay ở đảo San Andrés, Colombia. Sân bay này phục vụ các thành phố San Andrés và San Luis, cũng như đảo Providencia. Đây là các địa điểm du lịch lớn ở Trung và Nam Mỹ.
Đây là sân bay bận rộn thứ 6 ở Colombia tính về số lượng khách, với 836.234 lượt năm 2006. Phần lớn khách đến từ các khu vực trong đất liền của Colombia. Sân bay này là một trong những cảng hàng không có tăng trưởng số lượng khách nhanh nhất Colombia với lượng khách tăng 13,4% trong giai đoạn 2005-2006.

## Các hãng hàng không và các tuyến điểm đến
- Air Transat (Montreal, Toronto-Pearson) [theo mùa]
- Avianca (Bogotá)
  - Avianca được cung ứng bởi SAM (Bogotá, Cali, Cartagena, Medellín-José María Córdova [theo mùa])
- Copa Holdigs
  - AeroRepública (Barranquilla, Bogotá, Cali, Cartagena, Medellín-José María Córdova)
  - Copa Airlines (Thành phố Panama)
- SATENA (Bogotá, Cali [theo mùa], Cúcuta [theo mùa], Medellín-Olaya Herrera [theo mùa], Medellín-José María Córdova, Providencia)
- Searca (Providencia)
- TACA (San Salvador, San José, Thành phố Panama) [theo mùa]
- TAME (Quito, Guayaquil) [theo mùa]
- Atlantic Airlines de Honduras (La Ceiba) [theo mùa]